# Falke
Falke est une entreprise allemande spécialisée dans le tricotage, créée en 1895 par Franz Falke-Rohen. Elle produit des bonnets, collants, bas, chaussettes, bodies, pulls et des combinaisons de sport grâce au sponsoring en Formule 1 avec l'écurie Williams (Jacques Villeneuve et Heinz-Harald Frentzen).
Depuis 2008, la société possède également la marque Burlington en Europe.

En 2014, Falke sort une édition limitée de paires de chaussettes de luxe à £495 la paire.

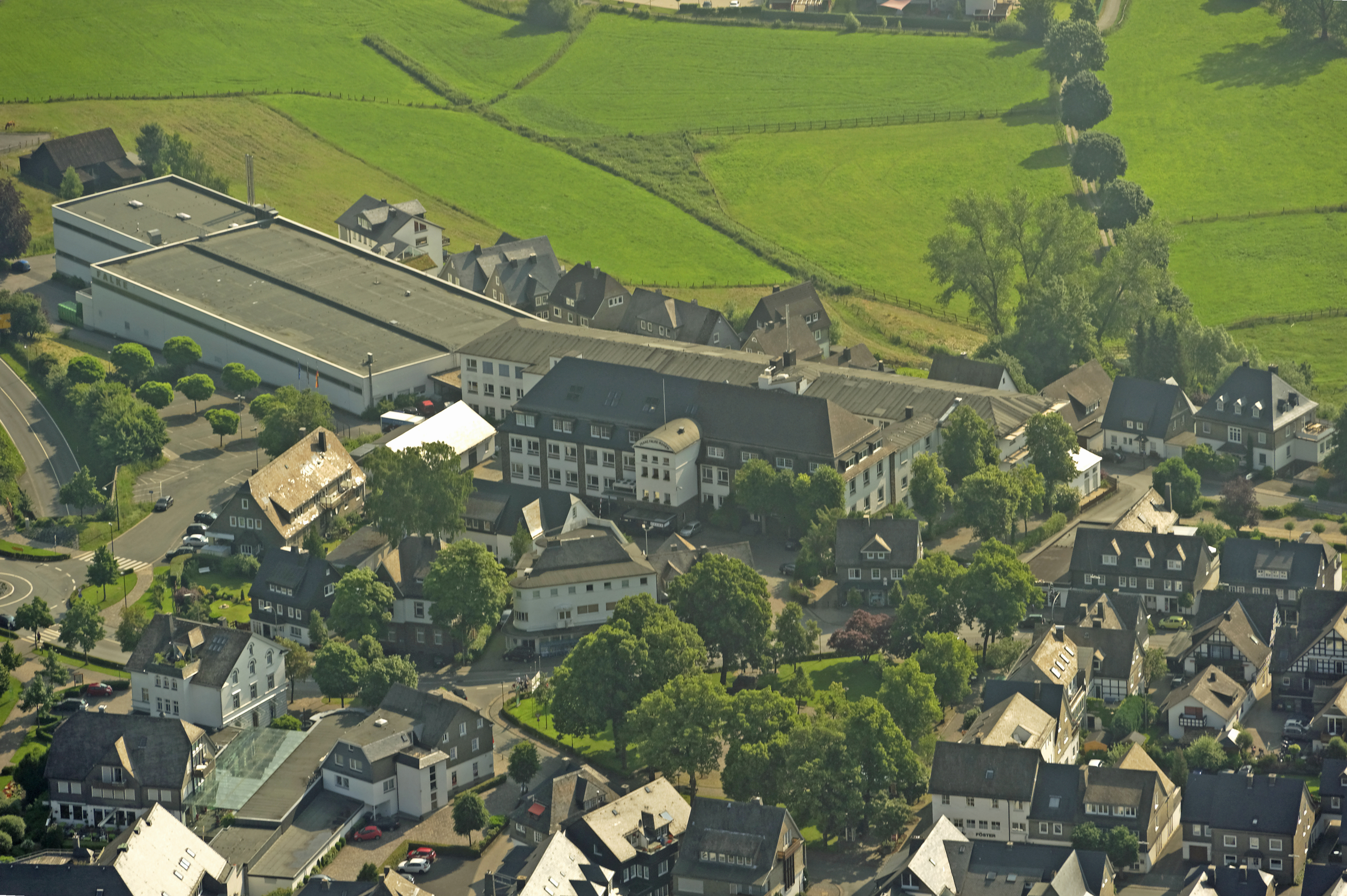
Siège de Falke à Schmallenberg